# Henri Crisafulli
Pour les articles homonymes, voir Crisafulli.
Henri Xavier François Pierre Crisafulli, né le 29 juin 1827 à Naples et mort le 5 mars 1900 à Paris 9e, est un dramaturge et romancier français.

## Biographie
Crisafulli fit ses études à Paris au collège Charlemagne, comme élève de l’institution Massin. Il débuta au théâtre en 1855. Il a publié, en outre, en collaboration avec Gustave Aimard, la série de romans des Invisibles de Paris. Il a également traduit du hollandais. Il est inhumé au cimetière Montmartre.

## Théâtre
- César Borgia, avec Édouard Devicque, Théâtre de l'Ambigu en 1855 ;
- Marie Stuart en Écosse, avec Édouard Devicque, Ancien Cirque, en 1856 ;
- Les Deux Faubouriens, avec Édouard Devicque, 1857 ;
- Girofle Giroflà, avec Édouard Devicque, 1858, créé le 4 décembre 1858 à Paris, au théâtre de La Gaîté (Voir en ligne).
- Ernest Ramel, avec Édouard Devicque, Théâtre du Vaudeville, 1861 ;
- Le Démon du jeu, avec Théodore Barrière, Théâtre du Gymnase, 1863 ;
- Mr et Mme Fernel, tiré du roman de Louis Ulbach, Vaudeville, 1864 ;
- Le Passé de M. Jouanne, Gymnase, 1865 ;
- Le Fou d’en face, comédie en un acte, 1866 ;
- La Chouanne, tiré du roman de Paul Féval, Ambigu, 1867 ;
- Les Loups et les Agneaux, comédie en 5 actes, 1868 ;
- Autour du lac, comédie en un acte, 1869 ;
- Les Postillons de Fougerolles, drame en 5 actes, 1873 ;
- La Falaise de Penmarck, drame en 5 actes, 1873 ;
- L’Idole, drame en 4 actes, 1875 ;
- L’Affaire Coverley, drame en cinq actes, 1876 ;
- Lord Harrington, comédie en cinq actes ;
- Les Petites Lionnes, comédie en trois actes, avec Paul Sipière, 1879 ;
- Le Petit Ludovic, comédie en trois actes, avec Victor Bernard, 1879 ;
- Le Bonnet de coton, comédie en cinq actes, avec Victor Bernard, 1881 ;
- Les Noces d’argent, en trois actes, avec Victor Bernard, 1881 ;
- Une perle, pièce en trois actes, 1887 ;
- Le Vertigo, opéra-bouffe avec Henry Bocage, 1883.

## Nouvelles et romans
- Les Invisibles de Paris, avec Gustave Aimard, 5 vol., 1866-1867 ;
- Le Roi Marthe, Bureaux de l’administration du Figaro, Paris, 1872, in-8° ;
- Les Compagnons de la lune, avec Gustave Aimard, Amyot, Paris, 1867, in-18.

## Traductions
- Max Havelaar par Multatuli, Traduction de A.J. Nieuwenhuis et Henri Crisafulli. J. v. d. Hoeven / E. Dentu, 2 vols (217 + 227 pag,), 1876 et 1878.

## Sources
- Angelo De Gubernatis, Dictionnaire international des écrivains du jour, t. 2, Florence, Louis Niccolai, 1890, 1344 p. (lire en ligne), p. 734.